# Periodización de la civilización del valle del Indo
La tradición del valle del Indo es un término utilizado para referirse a las culturas de los ríos Indo y Ghaggar-Hakra.
Sucedió desde la cultura neolítica de Mehrgarh hasta la Edad del Hierro (o tradición indogangética).
La tradición del valle del Indo se divide en cuatro eras, cada una subdividida en varias fases.
Una fase es una unidad arqueológica que posee rasgos suficientemente característicos para distinguirlos de otras unidades concebidas de manera similar.
Cada fase se puede subdividir en sistemas de interacción.
| Rango de fechas   | Fase                                                                                 | Era                                     |
| 7000 - 5500 a. C. | Mehrgarh I (neolítico acerámico)                                                     | Era Temprana de Producción de Alimentos |
| 5500-3300 a. C.   | Mehrgarh II-VI (neolítico cerámico)                                                  | Era de Regionalización 5500-2600 a. C.  |
| 3300-2600 a. C.   | Harappa Temprano (principios de la Era del Bronce)                                   | Era de Regionalización 5500-2600 a. C.  |
| 3300-2800 a. C.   | Harappa 1 (fase Ravi)                                                                | Era de Regionalización 5500-2600 a. C.  |
| 2800-2600 a. C.   | Harappa 2 (fase Kot Diji, Nausharo I, Mehrgarh VII)                                  | Era de Regionalización 5500-2600 a. C.  |
| 2600-1900 a. C.   | Harappa Maduro (cultura del valle del Indo)                                          | Era de Integración                      |
| 2600-2450 a. C.   | Harappa 3A (Nausharo II)                                                             | Era de Integración                      |
| 2450-2200 a. C.   | Harappan 3B                                                                          | Era de Integración                      |
| 2200-1900 a. C.   | Harappan 3C                                                                          | Era de Integración                      |
| 1900-1300 a. C.   | Harappa tardío (cultura del Cementerio H, cultura de la cerámica coloreada de ocre)  | Era de Localización                     |
| 1900-1700 a. C.   | Harappa 4                                                                            | Era de Localización                     |
| 1700-1300 a. C.   | Harappa 5                                                                            | Era de Localización                     |
| 1300-300 a. C.    | cerámica gris pintada, cultura de la cerámica negra pulida norteña (Edad del Hierro) | Tradición indogangética                 |

## Era Temprana de Producción de Alimentos
La Era Temprana de Producción de Alimentos corresponde a ca. 7000-5500 a. C.
También se llama periodo neolítico.
La economía de esta era está basada en la producción de alimentos y la agricultura que se desarrolló en el valle del río Indo.
El periodo Mehrgarh I pertenece a esta era.

## Era de Regionalización
La Era de Regionalización corresponde a 5500-2600 a. C.
La fase Harappa Temprano pertenece a era.
Esta era fue muy productiva en artes y se inventaron nuevos dispositivos.
La Era de Regionalización incluye las fases de Balakot, Amri, Hakra y Kot Diji.
| 1A/B | Aspecto Ravi de la fase Hakra    | ca. 3300-2800 a. C. |
| 2    | Harappa Temprano / fase Kot Diji | ca. 2800-2600 a. C. |

## Era de Integración
La Era de Integración se refiere al periodo de la cultura del valle del Indo.
Fue un periodo de integración de varias culturas más pequeñas.
| 3A | fase Harappa | ca. 2600-2450 a. C. |
| 3B | fase Harappa | ca. 2450-2200 a. C. |
| 3C | fase Harappa | ca. 2200-1900 a. C. |

## Era de Localización
La Era de Localización (1900 a 1300 a. C.) es el cuarto periodo de la tradición del valle del Indo.
Se refiere a la fragmentación de la cultura de la Era de Integración.
Era de Localización comprende varias fases (Shaffer, 1992):
- Fase Panyab (Cementerio H, Harappa Tardío). La fase Panyab incluye la cultura del Cementerio H y otras culturas. Se han encontrado algunos sitios de la fase Panyab en Harappa y otros lugares.
- Fase Jhukar (Jhukar y Pirak). Se refiere a Mojensho Daro y algunos sitios en Sindh.
- Fase Rangpur (Harappa Tardío y cultura de la cerámica roja lustrosa) Los sitios de esta fase Rangpur se encuentran en Kachchh, Saurashtra y Guyarat.

Pirak es una fase de la Era de Localización, que pertenece tanto a la Tradición del Valle del Indo como a la Tradición Baluchistán.
| 4 | Harappa / Harappa Tardío Transicional | ca. 1900-1700 a. C. |
| 5 | fase Harappa tardía (Cementerio H)    | ca. 1700-1300 a. C. |

## Otras periodizaciones
El arqueólogo indio S. P. Gupta periodizó la cultura de Harappa en un marco cronológico que va desde el 4000 al 1400 a. C., tomando en cuenta nuevos descubrimientos:
| Fase formativa        | por ej., Mehrgarh-IV-V              | ca. 4000-3500 a. C.   |
| Fase temprana         | por ej., Kalibangan-I               | ca. 3500 - 2800 a. C. |
| Periodo de transición | por ej., Dholavira-III              | ca. 2800 - 2600 a. C. |
| Fase madura           | por ej., Harappa-III, Kalibangan-II | ca. 2600 - 1900 a. C. |
| Fase tardía           | por ej., Cementerio H, Jhukar       | ca. 1900 - 1500 a. C. |
| Fase final            | por ej., Dholavira                  | ca. 1500 - 1400 a. C. |

Otra nomenclatura más antigua periodiza la cultura del valle del Indo en Harappa temprano, maduro y tardío.
De acuerdo con George Erdosy, la actual nomenclatura Tradición del Valle del Indo «es mucho más informativa que la clasificación Harappa temprano, maduro y tardío, que ahora se debe descartar»

## Para leer más
- Kenoyer, J. M.: Ancient cities of the indus valley civilization. Karachi (Pakistán): Oxford University Press and American Institute of Pakistan Studies, 1998
- Kenoyer, J. M.: 1991a The Indus Valley Tradition of Pakistan and Western India. In Journal of World Prehistory 5(4): 331-385.
- Kenoyer, J. M. 1995a Interaction Systems, Specialized Crafts and Culture Change: The Indus Valley Tradition and the Indo-Gangetic Tradition in South Asia. In The Indo-Aryans of Ancient South Asia: Language, Material Culture and Ethnicity, edited by G. Erdosy, pp. 213-257. Berlín, W. DeGruyter.
- Shaffer, J. G.: «The Indus valley, Baluchistan and Helmand traditions: Neolithic through Bronze Age», en R. Ehrich: Chronologies in old world archaeology (pp. 441-464). Chicago: University of Chicago Press (tercera edición), 1992.